# 昔里吉
昔里吉（Shiregi，?—?），又译失列吉、昔列吉、习列吉。元宪宗蒙哥第四子。蒙哥妃巴牙兀真氏所生。
忽必烈和阿里不哥争位，昔里吉支持阿里不哥。至元四年（1267年）秋，昔里吉与兄长玉龙答失、阿速台降忽必烈。次年，封为河平王。平定阿里不哥后，诸王臣服忽必烈，只有海都不朝。忽必烈派第四子北安王那木罕，率军驻西北，昔里吉随军。那木罕和忽必烈派第八子阔阔出统辖中军（忽必烈属民），蒙哥和阿里不哥的子侄统率右翼。至元五年（1268年），海都东进，被那木罕军击败，那木罕在阿力麻里立帐。
至元十二年（1275年），那木罕的辅佐安童突袭贵由子大名王禾忽之军，禾忽叛元控制河西走廊，占有斡端（于阗）和可失哈耳（喀什噶尔），察合台汗国都哇兵临火州城下。至元十三年（1276年），忽必烈灭南宋后，大军队开赴西北，击败禾忽。至元十三年秋，因丞相安童对给养分配不公，脱脱木儿率部叛逃，昔里吉去讨伐。脱脱木儿劝说昔里吉叛元，昔里吉于是发动兵变，拘禁那木罕、阔阔出和安童。脱脱木儿袭击谦州，谦州的万户晃豁坛氏伯八阵亡。昔里吉把那木罕、阔阔出送往术赤后王（金帐汗国）蒙哥帖木儿处，而安童被送往海都处。海都坐山观虎斗，让拖雷家族自相残杀。

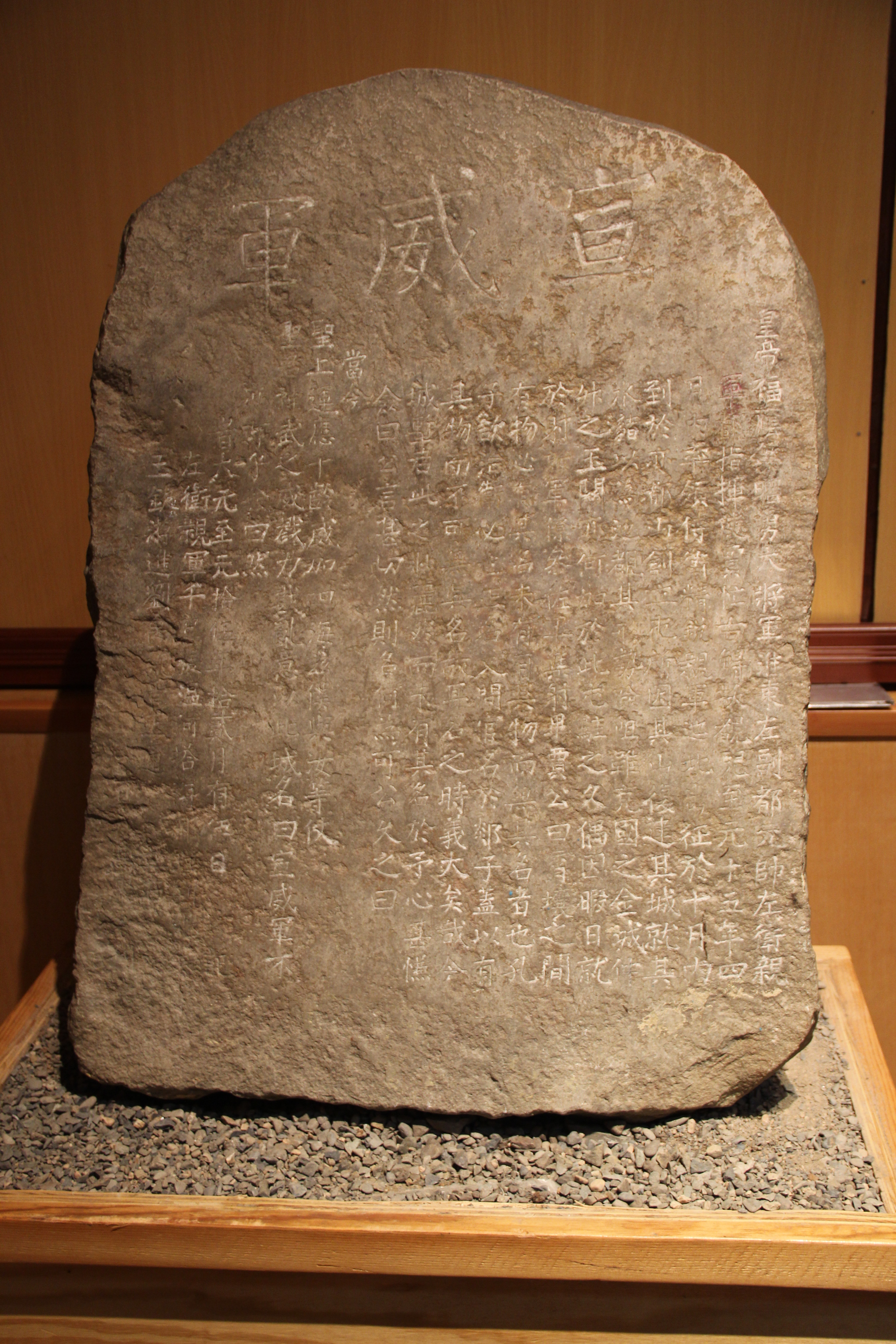
至元十五年元军在哈拉和林附近修筑"宣威军"城的碑文，用于镇压昔里吉叛乱与防止海都叛变

至元十四年（1277年），昔里吉、脱脱木儿、药木忽儿、撒里蛮分道东进，攻打岭北。撒里蛮深入今河套北，被爱不花所率的汪古部军、土土哈所率的钦察军击败；昔里吉、脱脱木儿、药木忽儿等抵土兀剌河流域，想和弘吉剌叛军会师。元军擒获弘吉剌部反叛的折儿瓦台。伯答儿、土土哈在土兀剌河畔大败了药木忽儿和脱脱木儿，和伯颜统帅的大军会师。由于后方空虚，于是同年冬天，驻西安的安西王忙哥剌到漠北平叛，驻守陕西行省的六盘（今宁夏固原县南）的贵由之孙南平王秃鲁响应昔里吉，被元朝平定。十五年（1278年）正月，土土哈擒获叛将扎忽台。五月，别乞列迷失击败外剌、宽彻哥思联军。年底，征宋前线大批汉军调回，集结和林一带。十六年（1279年）四月，元将别乞列迷失采纳刘国杰建议，趁脱脱木儿进袭杭海山之东，率大军攻取谦州。脱脱木儿回军时又被元军击败。
脱脱木儿和撒里蛮（玉龙答失之子）逼迫昔里吉退位，以撒里蛮为主，遣使告知金帐汗国和海都，得到阿里不哥幼子明里帖木儿的支持。阿里不哥之长子药木忽儿反对撒里蛮为主。药木忽儿击败擒获脱脱木儿，与昔里吉商议后，将脱脱木儿杀死。撒里蛮自愿去汗号，被昔里吉削去兵权，夺去属民，送往术赤系宗王火你赤处。撒里蛮逃脱后，袭击昔里吉的辎重，投降忽必烈，1282年，昔里吉和药木忽儿最终被擒。药木忽儿中途逃脱。忽必烈礼遇撒里蛮，放逐昔里吉到南方海岛，不久昔里吉去世。
昔里吉三子：兀鲁思不花、并王晃火帖木儿、嘉王火儿忽。一说三子为兀鲁思不花、脱列帖木儿、武平王秃满帖木儿。

## 延伸阅读
[在维基数据编辑]
 《新元史/卷112》，出自柯劭忞《新元史》